# Laianas
Os laianas ou Layana são um dos subgrupos dos guanás, atualmente considerado extinto, que, até meados do século XX, habitava junto ao rio Miranda, no estado brasileiro do Mato Grosso do Sul.